# Division Nationale 2019-20
La División Nationale 2019-20 (Nationaldivisioun en luxemburgués) fue la 106.ª temporada de la División Nacional de Luxemburgo. La temporada comenzó el 3 de agosto de 2019 y los últimos partidos fueron el 8 de marzo de 2020. El F91 Dudelange es el campeón defensor tras la temporada pasa conquistar el decimocuarto título de su historia.
El 28 de abril la liga fue abandonada debido a la Pandemia por coronavirus No habrá campeón ni descensos, por lo tanto la liga se amplia a 16 clubes.

## Sistema de competición
Los catorce equipos participantes jugarán entre sí todos contra todos dos veces totalizando 26 partidos cada uno. Al final de la temporada el primer clasificado obtendrá un cupo para la primera ronda de la Liga de Campeones 2020-21. El segundo y tercer clasificado obtendrán un cupo a la primera ronda de la  Liga Europea 2020-21. El último y penúltimo clasificado descenderán a la División de Honor  2020-21, mientras que el duodécimo primer clasificado jugará el Play-off de relegación contra el tercer clasificado de la División de Honor 2019-20 que determinará quien de los dos jugará en la Division Nationale la próxima temporada.
Un tercer cupo para la Liga Europea 2020-21 será asignado al campeón de la Copa de Luxemburgo.

## Ascensos y descensos
| Pos. | de Division Nationale 2018-19 |
| ---- | ----------------------------- |
| 13.º | Hamm Benfica                  |
| 14.º | Rumelange                     |

| Pos. | de Segunda División 2018-19 |
| ---- | --------------------------- |
| 1.º  | Rodange 91                  |
| 2.º  | Muhlenbach Lusitanos        |

## Equipos participantes
| Equipo               | Ciudad       | Estadio                     | Capacidad |
| -------------------- | ------------ | --------------------------- | --------- |
| Differdange 03       | Differdange  | Thillenberg                 | 6.000     |
| Etzella Ettelbruck   | Ettelbruck   | Stade Am Deich              | 2.020     |
| F91 Dudelange        | Dudelange    | Jos Nosbaum                 | 4.650     |
| Fola Esch            | Esch Alzette | Emile Mayrisch              | 3.900     |
| Hostert              | Hostert      | Stade Jos Becker            | 1.500     |
| Jeunesse d'Esch      | Esch Alzette | La Frontière                | 4.200     |
| Mondorf-les-Bains    | Mondorf      | Stade John Grün             | 3.600     |
| Muhlenbach Lusitanos | Muhlenbach   | Stade Mathias Mamer         | 1.100     |
| Pétange              | Pétange      | Stade Municipal             | 2.400     |
| Progrès Niedercorn   | Differdange  | Jos Haupert                 | 2.800     |
| Racing Union         | Luxemburgo   | Stade Achille Hammerel      | 5.814     |
| Rodange 91           | Rodange      | Stade Joseph Philippart     | 3.400     |
| Strassen             | Strassen     | Complexe Sportif Jean Wirtz | 1.500     |
| Victoria Rosport     | Rosport      | VictoriArena                | 1.000     |

## Tabla de posiciones
| Pos. | Equipo               | Pts. | PJ | G  | E | P  | GF | GC | Dif. | Clasificación 2020–21                 |
| ---- | -------------------- | ---- | -- | -- | - | -- | -- | -- | ---- | ------------------------------------- |
| 1    | Fola Esch            | 39   | 17 | 12 | 3 | 2  | 40 | 16 | +24  | Primera ronda de la Liga de Campeones |
| 2    | Progrès Niedercorn   | 37   | 17 | 11 | 4 | 2  | 42 | 17 | +25  | Primera ronda de la Liga Europa       |
| 3    | Differdange 03       | 35   | 17 | 11 | 2 | 4  | 36 | 25 | +11  | Primera ronda de la Liga Europa       |
| 4    | Pétange              | 33   | 17 | 10 | 3 | 4  | 34 | 23 | +11  | Primera ronda de la Liga Europa       |
| 5    | F91 Dudelange        | 26   | 17 | 8  | 2 | 7  | 38 | 24 | +14  |                                       |
| 6    | Strassen             | 26   | 17 | 7  | 5 | 5  | 30 | 26 | +4   |                                       |
| 7    | Racing Union         | 25   | 17 | 6  | 7 | 4  | 32 | 27 | +5   |                                       |
| 8    | Jeunesse Esch        | 19   | 17 | 5  | 4 | 8  | 24 | 34 | −10  |                                       |
| 9    | Victoria Rosport     | 18   | 17 | 5  | 3 | 9  | 23 | 35 | −12  |                                       |
| 10   | Etzella Ettelbruck   | 17   | 17 | 5  | 2 | 10 | 22 | 34 | −12  |                                       |
| 11   | Hostert              | 16   | 17 | 5  | 1 | 11 | 17 | 37 | −20  |                                       |
| 12   | Mondorf-les-Bains    | 15   | 17 | 3  | 6 | 8  | 22 | 28 | −6   |                                       |
| 13   | Rodange 91           | 15   | 17 | 4  | 3 | 10 | 22 | 37 | −15  |                                       |
| 14   | Muhlenbach Lusitanos | 12   | 17 | 3  | 3 | 11 | 20 | 41 | −21  |                                       |

Actualizado a los partidos jugados el 8 de marzo de 2020.
 Fuente: Soccerway

### Resultados cruzados
| Local \ Visitante    | D03 | ETZ | FOL | F91 | HOS | JEU | MON | MUN | PET | PRO | RAC | R91 | STR | VIC |
| -------------------- | --- | --- | --- | --- | --- | --- | --- | --- | --- | --- | --- | --- | --- | --- |
| Differdange 03       | —   | 2–1 | —   | 0–3 | 3–1 | —   | 1–1 | —   | 2–3 | 1–5 | —   | 2–1 | 4–1 | —   |
| Etzella Ettelbruck   | 0–3 | —   | 0–1 | 1–4 | 0–1 | —   | 1–3 | —   | 1–2 | 0–4 | —   | 5–2 | 3–2 | —   |
| Fola Esch            | 1–2 | 3–1 | —   | 2–1 | —   | —   | —   | 4–2 | 2–0 | 2–0 | —   | 5–0 | 2–1 | —   |
| F91 Dudelange        | —   | —   | —   | —   | —   | 1–3 | 3–1 | 3–1 | 4–2 | 2–3 | 3–3 | 4–0 | 2–2 | —   |
| Hostert              | 0–3 | —   | 1–1 | 1–0 | —   | —   | 0–1 | —   | —   | 3–5 | 0–3 | 2–3 | 1–5 | 2–0 |
| Jeunesse Esch        | 1–1 | 1–1 | 0–3 | 0–1 | 1–2 | —   | —   | —   | 1–4 | —   | 3–2 | 2–1 | —   | 2–1 |
| Mondorf-les-Bains    | 1–2 | 1–2 | 2–2 | —   | —   | 2–3 | —   | 3–0 | —   | —   | 0–4 | —   | 0–0 | 1–2 |
| Muhlenbach Lusitanos | 0–2 | 1–1 | 3–2 | —   | 0–1 | 4–2 | 1–1 | —   | —   | —   | 2–2 | 0–3 | —   | 0–3 |
| Pétange              | —   | —   | 0–1 | 2–0 | 2–0 | —   | 3–2 | 2–0 | —   | 1–1 | —   | 4–1 | 2–2 | 2–2 |
| Progrès Niedercorn   | —   | —   | —   | 2–0 | 4–0 | 4–0 | 2–2 | 5–2 | —   | —   | 1–2 | 1–0 | 0–0 | 2–1 |
| Racing Union         | 3–2 | 0–3 | 2–2 | 1–0 | 2–1 | 1–1 | —   | —   | 2–3 | 1–1 | —   | —   | —   | 2–2 |
| Rodange 91           | —   | 1–2 | —   | —   | —   | 3–3 | 1–1 | 1–3 | 1–0 | —   | 1–1 | —   | 1–2 | 1–0 |
| Strassen             | 1–3 | —   | 2–4 | —   | 4–1 | 1–0 | 1–0 | 2–0 | —   | —   | 2–1 | —   | —   | 2–2 |
| Victoria Rosport     | 2–3 | 3–0 | 0–4 | 0–7 | —   | 2–1 | —   | 2–1 | 1–2 | 0–3 | —   | —   | —   | —   |

## Goleadores
| Pos. | Jugador              | Club               | Goles |
| ---- | -------------------- | ------------------ | ----- |
| 1    | Danel Sinani         | F91 Dudelange      | 14    |
| 2    | Moussa Seydi         | Fola Esch          | 13    |
| 3    | Emmanuel Françoise   | Progrès Niederkorn | 11    |
| 3    | Yann Mabella         | Racing Unuon       | 11    |
| 5    | Artur Abreu          | Pétange            | 10    |
| 6    | Alexander Biedermann | Victoria Rosport   | 8     |
| 6    | Martin Boakye        | Jeunesse Esch      | 8     |
| 6    | Andreas Buch         | Differdange 03     | 8     |
| 6    | Ken Corral           | Fola Esch          | 8     |
| 6    | Eddire Mokrani       | Pétange            | 8     |